# نتفن
نتفن (بالألمانية: Netphen) هي بلدة ألمانية تقع في ألمانيا في Siegen-Wittgenstein. يقدر عدد سكانها بـ 24,313 نسمة .

## أعلام
- إليزابيت جروبه
- كلاوس بيتر ثالر